# Caprodon
Caprodon là một chi cá nhỏ thuộc phân họ Anthiadinae thuộc bộ cá vược họ cá mú. Nó chứa ba loài.

## Phân loại
Caprodon được phát hiện đầu tiên bởi Coenraad Jacob Temminck và Hermann Schlegel vào năm 1843 dựa trên loại Anthias schlegelii. Nó được phân loại theo phân họ Anthiadinae thuộc họ Serranidae.

## Miêu tả
Chi Caprodon có thể được phân biệt với Odontanthias và Anthiadinae bởi răng trên lưỡi, bởi vây ngực không đối xứng, vây đuôi hình tam giác, sự hiện diện của một vây lưng có vảy mềm và bởi vây lưng mềm có nhiều vảy.

## Loài
Các loài cá thuộc chi Caprodon được chia làm 3 loài
- Caprodon krasyukovae
- Caprodon longimanus
- Caprodon schlegelii
Một loài thứ tư, Caprodon uncolor (elegant anthias), thường được công nhận là một loài đặc hữu của Hawaii, nhưng loài này không được FishBase liệt kê và chúng dường như bị lãng quên.